# Корредера, Алекс
Александре «Алекс» Корредера Аларди (исп. Alexandre «Álex» Corredera Alardi; род. 19 марта 1996, Вик) — испанский футболист, атакующий полузащитник испанского клуба «Спортинг»

## Клубная карьера
Родившийся в каталонском городе Вик, в 2004 году, в возрасте восьми лет, Корредера присоединился к молодёжной команде «Барселона». 1 июля 2015 года он подписал двухлетний контракт с «Депортиво Ла-Корунья», первоначально будучи направленным в резерв в дивизион Терсера.
Корредера дебютировал на профессиональном уровне 23 августа 2015 года, выйдя на поле в победном матче дивизиона Терсера против «Бойро» (1:0). Семь дней спустя он забил свой первый гол, открыв счёт в домашней игре против «Аросы» (2:2).
9 июля 2017 года свободный агент Корредера перешёл в другую резервную команду, «Альмерия B», также находящуюся в четвёртом дивизионе Испании. 24 сентября он оформил хет-трик в победном домашнем матче против «Вильякаррильо» (4:0).
Корредера дебютировал в основном команде 22 октября 2017 года, заменив Наусета Алемана в домашнем проигрышном матче против «Реус Депортиу» в Сегунде (0:1). 3 июля он присоединился к «Реал Мурсии» из Сегунды Б.
16 января 2019 года Корредера перешёл в клуб «Валенсия B» из третьего дивизиона после расторжения контракта с «Мурсией». 18 июля 2019 года он подписал контракт с клубом «Бадахос».
2 июня 2021 года Корредера, забив 10 голов, которые стали рекордными в его карьере за сезон, подписал трехлетний контракт с клубом «Тенерифе» из второго дивизиона. В своём дебюте 15 августа он забил победный гол на последней минуте в выездной игре против «Фуэнлабрады» (2:1).
12 сентября 2024 года Корредера подписал контракт с российским клубом «Химки».
18 июня 2025 года стал игроком хихонского «Спортинга», подписав контракт до 30 июня 2028 года.

## Достижения

### «Барселона»
- Победитель Юношеской лиги УЕФА: 2013/14[18]